# IEEE Transactions on Magnetics
IEEE Transactions on Magnetics is een internationaal, aan collegiale toetsing onderworpen wetenschappelijk tijdschrift op het gebied van de natuurkunde. De naam wordt in literatuurverwijzingen meestal afgekort tot IEEE Trans. Magn.
Het wordt uitgegeven door het Institute of Electrical and Electronics Engineers en verschijnt tweemaandelijks.
Het eerste nummer verscheen in 1965.